# Inocêncio Camacho Rodrigues

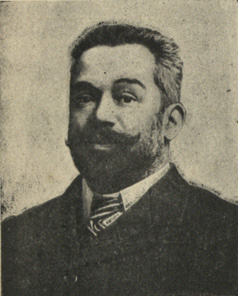
Inocêncio Camacho Rodrigues (1911)

Inocêncio Camacho Rodrigues (* 1867 in Moura; † 11. September 1943 in Lissabon) war ein portugiesischer Bankmanager und Politiker. 
Camacho Rodrigues studierte an der Escola Politécnica in Lissabon. Vom 2. April 1911 bis 30. Juni 1936 war er Präsident der Banco de Portugal. 1920 gehörte er der Regierung von Ministerpräsident António Granjo an. 1929 wurde er als Professor an die Faculdade de Ciências der Universität Lissabon berufen.